# Amaury Ier de Meulan
 (août 2017).
Si vous disposez d'ouvrages ou d'articles de référence ou si vous connaissez des sites web de qualité traitant du thème abordé ici, merci de compléter l'article en donnant les références utiles à sa vérifiabilité et en les liant à la section « Notes et références ».
Pour les articles homonymes, voir Amaury Ier et Amaury.
Amaury Ier de Mellent (actuellement Meulan), seigneur de Beaumont, de Gournay-sur-Marne, de la Queue-en-Brie, est né en 1150 et décédé en 1196.

## Biographie
Il est le fils de Galéran IV de Meulan (arrière-petit-fils d'Henri Ier) et d'Agnès de Montfort.
Amaury Ier de Meulan se marie à Agnès de Beaumont dont il a :
1. Hélissende (Alix), dame de Sahur (76) et de Croisset, mariée à Raoul III de Tancarville ;
2. Guillaume Ier, seigneur de Sérans, des Mureaux (ou Moreaux), marié à Ide de Formeville ;
3. Henri, seigneur de Bagnolet ;
4. Guy ;
5. Amauri ;
6. Anne ;
7. Pierre, seigneur de Sahur ;
8. Isabeau, mariée à Guillaume des Essarts.

Il se marie en secondes noces à Adèle (Alix ou Aélis) de Luzarches dont il a :
1. Amaury II de Meulan baron de La Queue-en-Brie, de Noyon-sur-Andelle, de La Croix-Saint-Leufroy, Quillebeuf-sur-Seine, La Haye-le-Comte, Bois-Normand (27) et Roissy, seigneur du Neufbourg par sa femme, époux de sa cousine éloignée Marguerite de Beaumont-Meulan-Neufbourg.

## Sources
- Comtes de Meulan.